# The Nightmare Worlds of H. G. Wells
The Nightmare Worlds of HG Wells (Lumile de coșmar ale lui HG Wells) este un miniserial TV horror-fantasy din 2016, bazat pe povestiri scurte ale lui H. G. Wells. 
Serialul are patru părți (episoade) de 23 de minute fiecare și a fost comandat și difuzat de televiziunea britanică Sky Arts⁠(d).

## Rezumat
Fiecare episod se deschide și se închide cu Wells (interpretat de Ray Winstone), care introduce un subiect și narează o povestire despre acesta.

### Episodul 1: Răposatul domn Elvesham
Tânărul și săracul student la medicină Edward Eden este abordat de bătrânul și bogatul Egbert Elvesham, care nu are un moștenitor și caută pe cineva care să-i moștenească averea, cu condiția să-i poarte numele. Cu toate acestea, Elvesham îl păcălește pe Eden să bea o poțiune care îi face să-și schimbe corpurile în timpul nopții. În timp ce Elvesham se bucură de bucuriile trupului tânăr, Eden este prins în corpul bătrân (și în identitatea proprietarului său anterior) și își caută răzbunarea.

### Episodul 2: Devotatul artei
Artistul mediocru Alec Harringay încearcă să o picteze pe Sfânta Ecaterina pentru o prezentare la Academia Regală, dar nu este niciodată mulțumit de munca sa. Pictura lui devine brusc vie și îi propune un pact îngrozitor: talent de a picta o capodoperă în schimbul sufletului său. Acest eveniment îl transformă radical pe Harringay, care în cele din urmă își ucide soția, pe Isabel, și suferă consecințele.

### Episodul 3: Molia
Entomologilor prof. Pawkins și Dr. Hapley le face plăcere să-și discrediteze reciproc munca. Când Pawkins moare, Hapley își pierde interesul pentru cercetările sale și, la scurt timp după aceea, este bântuit de o molie cu chipul vechiului său inamic. El devine obsedat și crede că molia este Hapley reîncarnat care vrea se răzbune, dar nu este crezut de societate și este considerat nebun.

### Episodul 4:Pileusul⁠(d)violet
Negustorul James Coombes se ceartă constant cu soția sa Eveline și cu prietenii acesteia Jennie și Clarence. Când lucrurile devin prea tensionate, el rătăcește pe afară, mai întâi meditând cum să o omoare, apoi alegând să se sinucidă, mâncând ceea ce el crede că sunt ciuperci violete otrăvitoare. Cu toate acestea, acestea sunt halucinogene: după o supradoză, începe să consume o cantitate calibrată pentru a-și îmbunătăți umorul în viața de zi cu zi. În cele din urmă, Eveline mănâncă toate ciupercile din greșeală, cu consecințe îngrozitoare.

## Distribuție
- Ray Winstone - H. G. Wells

### Episodul 1
- Camilla Beeput⁠(d) - Femeie tânără
- Graham Duff⁠(d) - Doctor
- Michael Gambon - Egbert Elvesham
- Paul Putner⁠(d) - Harris
- Luke Treadaway⁠(d) - Edward Eden

### Episodul 2
- Brid Brennan⁠(d) - Asistentă
- Leticia Dolera⁠(d) - Sf. Ecaterina de Bologna
- Johnny Flynn⁠(d) - Alec Harringay
- Antonia Thomas⁠(d) - Isabel Harringay

### Episodul 3
- Amelda Brown⁠(d) - Menajera lui Hapley
- Tom Goodman-Hill⁠(d) - Părintele Morton
- Rupert Graves⁠(d) - Dr. Hapley
- James Wilby⁠(d) - Profesorul Pawkins

### Episodul 4
- Leanne Best⁠(d) - Eveline Coombes
- Cultivator Mercedes - Jennie
- Shaun Parkes⁠(d) - James Coombes
- Stewart Wright⁠(d) - Clarence Clint

## Producție
Wells a scris scenariul abandonat al unei versiuni de film al "The Story of the Late Mr Elvesham" (1896) (scenariu denumit The New Faust) pentru Alexander Korda în anii 1930. 
Filmările au avut loc la West London Film Studios⁠(d). 
În primul episod a apărut și scriitorul și producătorul executiv Graham Duff⁠(d).

## Episoade
| Nr. | Titlu                  | Scris de    | Data difuzării   |
| --- | ---------------------- | ----------- | ---------------- |
| 1   | „The Late Mr Elvesham” | Graham Duff | 28 ianuarie 2016 |
| 2   | „The Devotee of Art”   | Graham Duff | 28 ianuarie 2016 |
| 3   | „The Moth”             | Graham Duff | 4 februarie 2016 |
| 4   | „The Purple Pileus”    | Graham Duff | 4 februarie 2016 |